# Theydon Bois (stacja metra)
Theydon Bois – stacja londyńskiego metra położona na trasie Central Line pomiędzy stacjami Debden a Epping. Znajduje się w Theydon Bois w hrabstwie Essex (dystrykt Epping Forest), w szóstej strefie biletowej. W 2010 roku stacja obsłużyła 0,660 miliona pasażerów.
Stacja została otwarta 24 kwietnia 1865 roku przez Eastern Counties Railway (później Great Eastern Railway) w ramach rozbudowy połączenia z Londynu do Epping i Ongar, pod nazwą Theydon. 1 grudnia 1865 zmieniono nazwę na Theydon Bois.

## Galeria

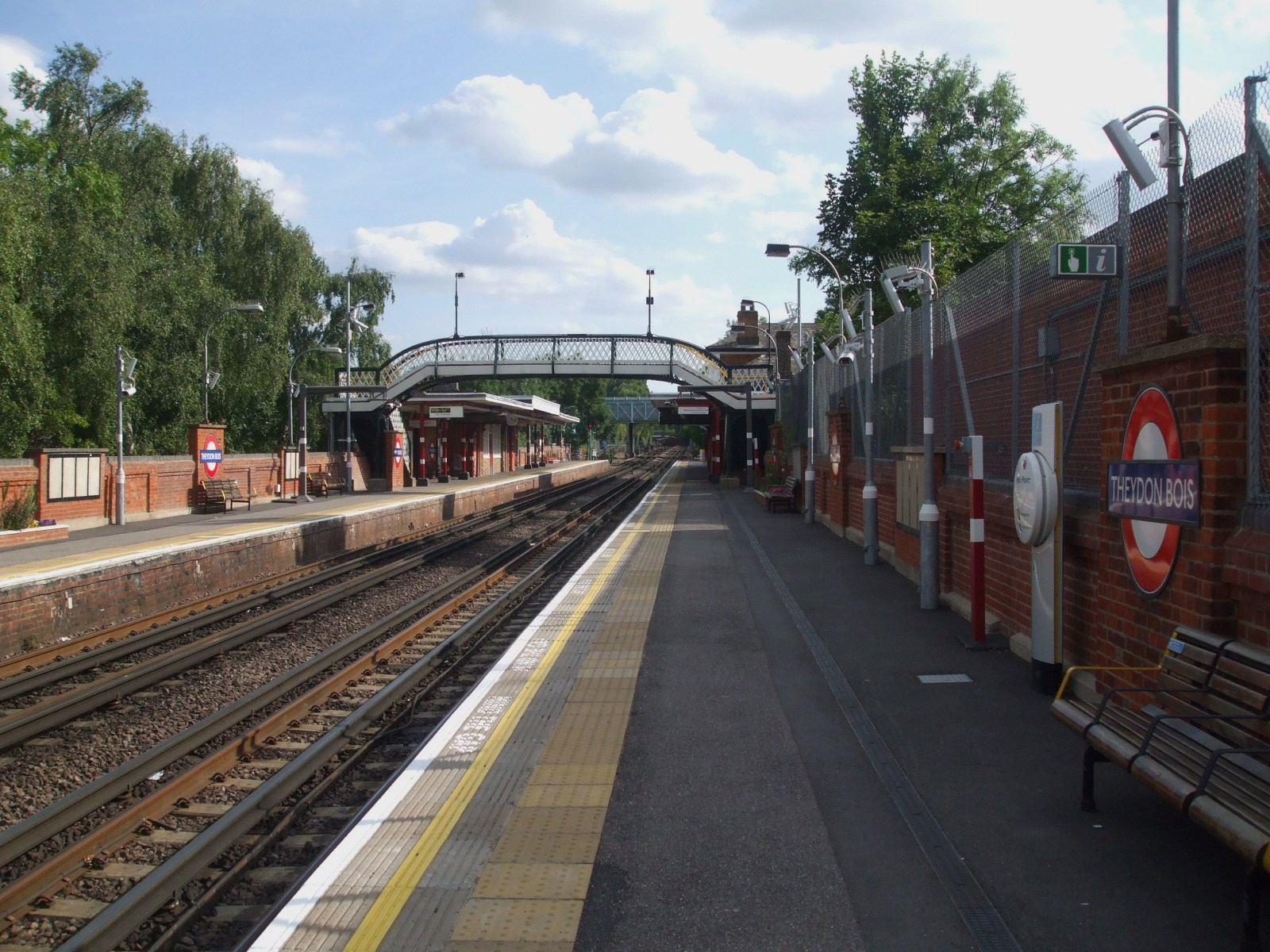
Peron w kierunku zachodnim
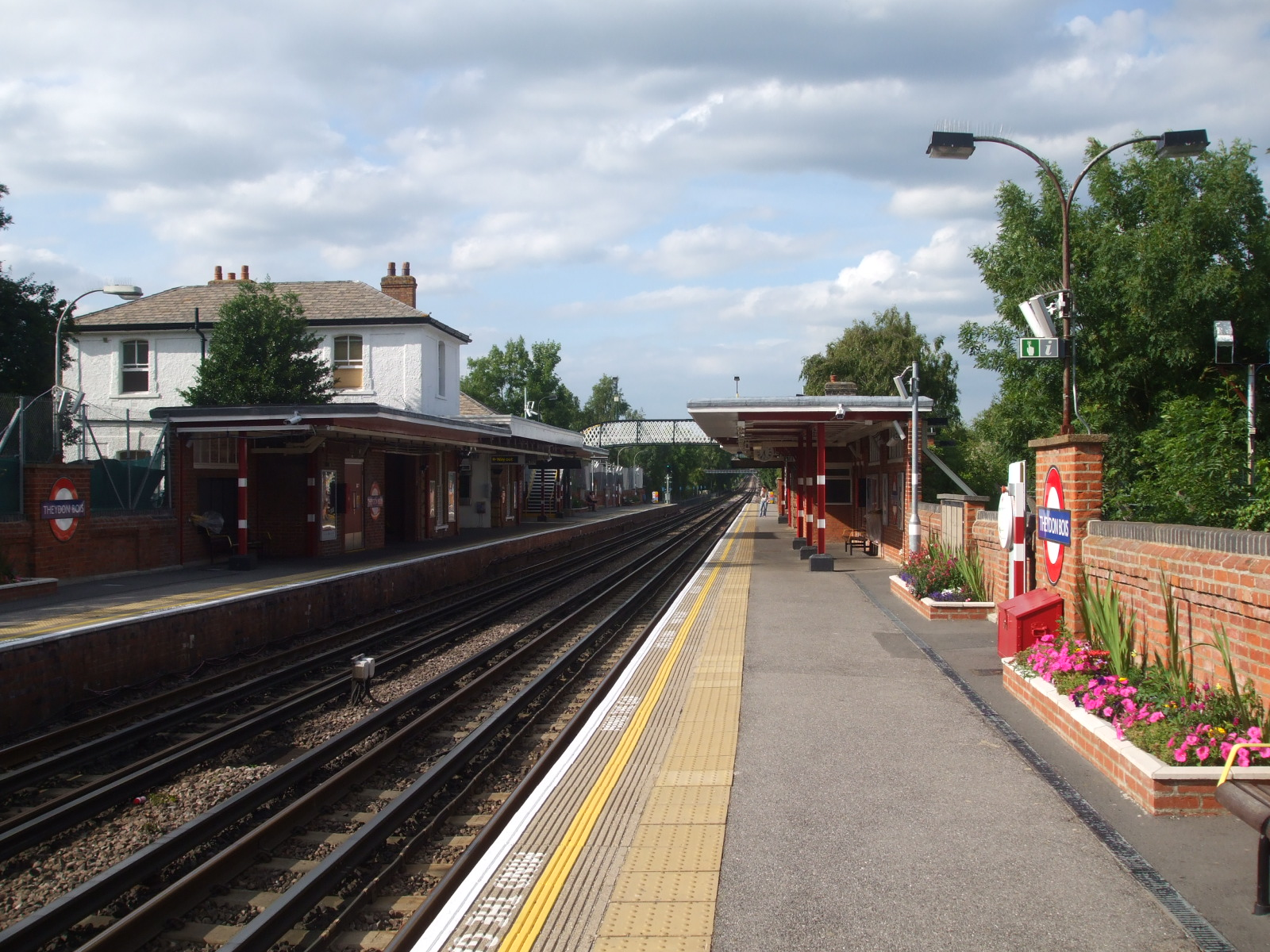
Peron w kierunku wschodnim
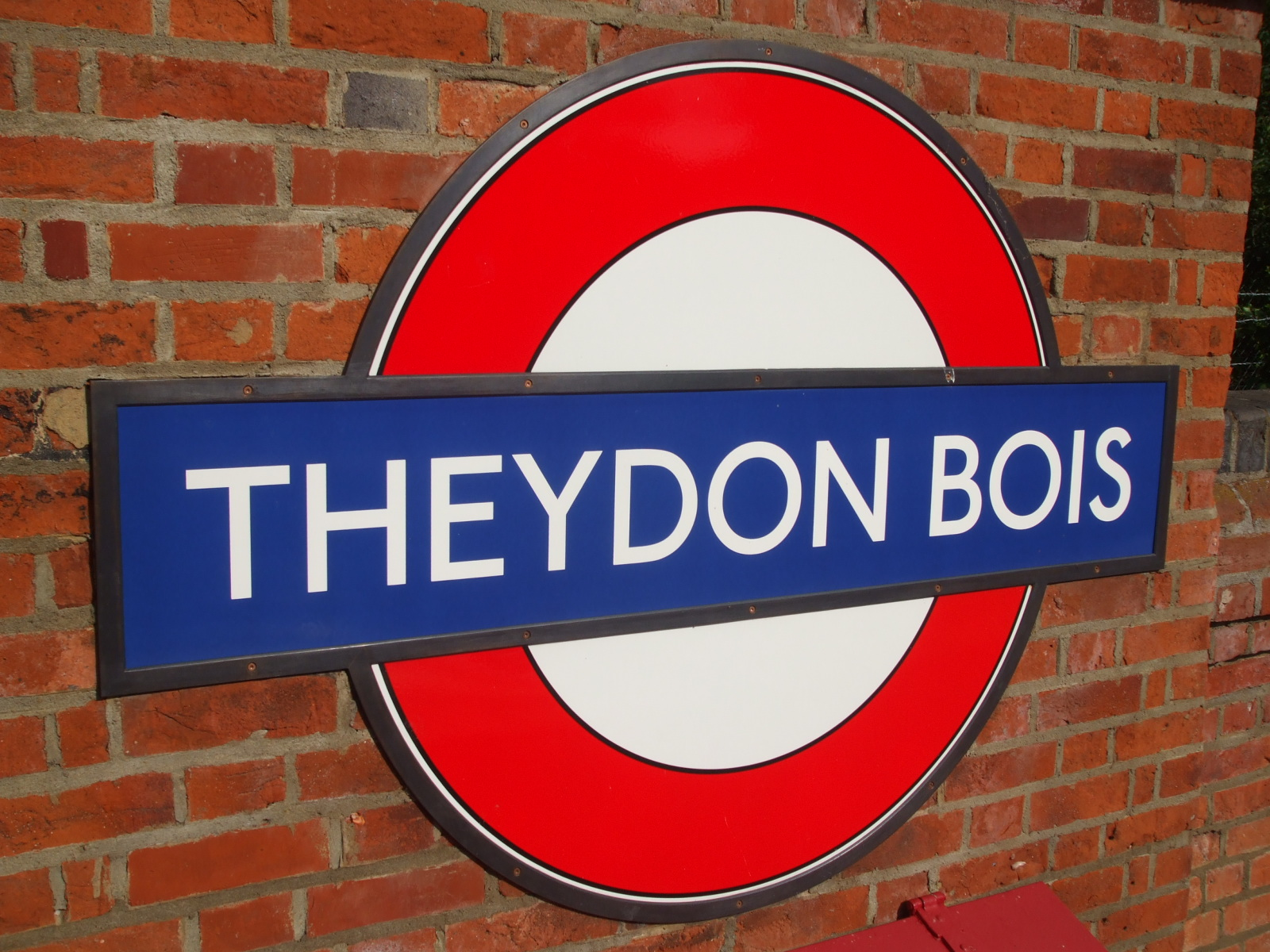
Symbol stacji